# Meurtre d'un bookmaker chinois
Pour plus de détails, voir Fiche technique et Distribution.
Meurtre d’un bookmaker chinois (The Killing of a Chinese Bookie) est un film américain réalisé par John Cassavetes, sorti en 1976.

## Synopsis
Cosmo Vitelli est directeur d'un cabaret de seconde zone dans la banlieue de Los Angeles. Strip tease et numéros s'y suivent chaque soir sous son regard attentif et bienveillant. L'argent se fait rare, et à la suite de dettes de jeu il doit 23 000 $ à la mafia qu'il garantit en leur signant une hypothèque sur son club. Comme il peine à rembourser, les gangsters lui proposent de s'acquitter de sa dette en tuant un bookmaker concurrent chinois. Refusant dans un premier temps ce marché, il se voit finalement forcé de l'accepter sous peine de subir des représailles physiques.
Vitelli s'infiltre chez sa cible, parvient à l'abattre, et malgré une blessure par balle, réussit à échapper aux hommes de main du bookie. Les commanditaires du meurtre, qui selon toutes leurs prévisions ne s'attendaient pas à ce qu'il en réchappe, décident alors de l'abattre pour éliminer toute preuve de leur propre implication. Vitelli parvient à déjouer leur machination et abat un des tueurs venus l'éliminer. De retour dans son club, et malgré sa blessure qui semble s'aggraver, il trouve l'énergie de remonter le moral de ses girls et du meneur de revue qui tous dépriment dans leurs numéros minables.

## Fiche technique

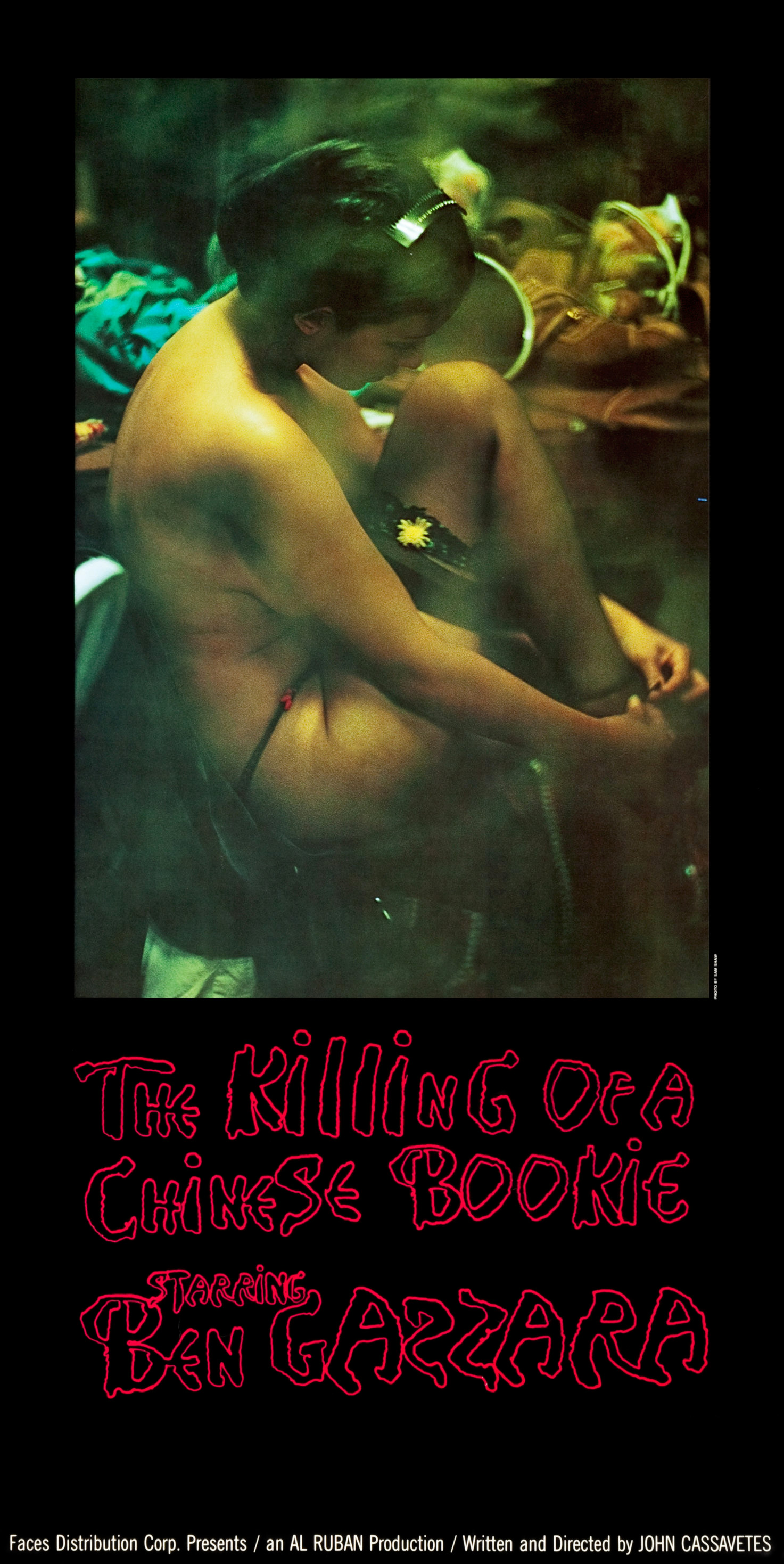
Affiche alternative du film.

- Titre français : Meurtre d’un bookmaker chinois
- Titre original : The Killing of a Chinese Bookie
- Titre alternatif : Le Bal des vauriens (titre de la version de 1978)
- Réalisation : John Cassavetes
- Scénario : John Cassavetes
- Musique : Bo Harwood
- Photographie : Al Ruban & Mitch Breit
- Montage : Tom Cornwell
- Production : Al Ruban
- Société de production et de distribution : Faces Distribution
- Pays :  États-Unis
- Langue : Anglais
- Format : Couleur - Mono - 35 mm - 1.85:1
- Genre : Drame
- Durée : 135 min (première sortie en 1976), 104 min (ressortie en 1978)
- Date de sortie : 15 février 1976

## Distribution
- Ben Gazzara (VF : Jean-Claude Michel) : Cosmo Vitelli
- Timothy Carey (VF : Claude Joseph): Flo
- Seymour Cassel (VF : Michel Creton) : Mort Weil
- Robert Phillips : Phil
- Morgan Woodward : John
- John Kullers : Eddie-Red
- Al Ruban : Marty Reitz
- Azizi Johari : Rachel
- Alice Friedland : Sherry
- Donna Gordon : Margo Donnar
- David Rowlands : Lamarr
- Virginia Carrington : Betty
- Meade Roberts : M. Sophistication
- Val Avery : Blair Benoit

## Influence
Ce film, à travers notamment le personnage de Cosmo Vitelli, a fortement influencé l'écriture du film Tournée (2010) de Mathieu Amalric et particulièrement le personnage de Joachim Zand joué par le réalisateur. Plusieurs scènes du film d'Amalric sont un direct hommage à Meurtre d’un bookmaker chinois comme les scènes de coulisses ou bien la scène finale de Tournée où Zand annonce par micro à ses girls de New Burlesque une mauvaise nouvelle.